# Hugh Foley
Hugh Foley, né le 3 mars 1944 à Seattle et mort le 9 novembre 2016 à Eugene (Oregon), est un rameur d'aviron américain. 

## Carrière
Hugh Foley participe aux Jeux olympiques de 1964 à Tokyo et remporte la médaille d'or en huit, avec Joseph Amlong, Thomas Amlong, Harold Budd, Emory Clark, Stanley Cwiklinski, William Knecht, William Stowe et Robert Zimony.